# Martwa natura z wędzidłem (obraz Torrentiusa)
Martwa natura z wędzidłem, też Alegoria wstrzemięźliwości (niderl. Emblematisch stilleven met kan, glas, kruik en breidel) – obraz holenderskiego malarza Johannesa van der Beecka, znanego również pod pseudonimem Johannes Torrentius.
Dzieło ma monogram z datą: T lub JT/1614, na odwrocie znajduje się pieczęć świadcząca, że znajdowało się w zbiorach króla Karola I Stuarta. Losy obrazu są nieznane, odnaleziono go w 1913 w Enschede, gdzie używany był jako wieko do beczki z rodzynkami. Od 1918 eksponowany jest w Rijksmuseum w Amsterdamie.

## Opis obrazu
Martwa natura z wędzidłem jest jedynym zachowanym obrazem malarza. Została namalowana jako tondo, na ledwo zarysowanej półce widoczny jest puchar stojący pomiędzy dwoma dzbanami na wodę i wino (holenderskie kruik i kan). Kompozycję uzupełniają dwie fajki i zawieszone nad nimi wędzidło. Z półki wystaje kartka z zapisem nutowym i podpisem: Wat buten maat bestaat, int onmaats qaat vergaat.
Obraz jest ciemny i ma chłodną kolorystykę. Kompozycję oświetla silne światło z niewidocznego źródła, które podkreśla gładką powierzchnię naczyń i eksponuje jasną kartkę papieru.

## Interpretacje i nawiązania
Namalowane przedmioty wydają się być alegorią cnoty umiarkowania, podpis sugeruje zachowanie umiaru w piciu i paleniu tytoniu (woda w połączeniu z winem rozcieńcza alkohol i w efekcie osłabia jego działanie). Podobne znaczenie na również wędzidło, które występuje w ikonografii jako symbol cnoty umiaru.
Jednak głębsza analiza obrazu pozwala odkryć szczegóły, które autor ukrył przed większością odbiorów. Na kartce wystającej z dolnej partii obrazu znajdują się obok siebie dwa błędy. Jeden w tekście (słowo qaat, powinno być raczej quaat lub kwaad),  drugi w zapisie nutowym (fałszywa nuta h, zamiast b). Według krytyków sztuki te dwa błędy zostały wprowadzone celowo, po to, by zakwestionować moralne przesłanie obrazu i ironicznie ukazać jego fałsz. Tezę zdaje się potwierdzać życie artysty, znanego z awanturniczego trybu życia i sądzonego za niemoralność, herezję i przynależność do różokrzyżowców. Także skrót ER+ na początku tekstu bywa interpretowany jako Eques Rosae Crucis, co jest kojarzone z bractwem różokrzyżowców.
Obraz zainspirował Zbigniewa Herberta do nadania jego tytułu tomowi szkiców poświęconych złotemu okresowi kultury holenderskiej.